# Лонгвю
 Тази статия е за града в Тексас, САЩ.  За града в щата Вашингтон вижте Лонгвю (Вашингтон).  
Лонгвю (на английски: Longview) е град в южната част на Съединените американски щати, административен център на окръг Грег в щата Тексас. Населението му е около 82 000 души (2020).
Разположен е на 113 метра надморска височина на река Сабин в областта Пайни Удс, на 90 километра западно от Шривпорт и на 190 километра източно от Далас. Селището е основано през 1871 година, а през Втората световна война става начална точка на нефтопровода „Биг Инч“ от Тексас към Източното крайбрежие. Днес в града има химически завод на „Ийстман Кемикал Къмпани“, завод за вагони на „Тринити Индъстрис“ и за колесни товарачи на „Комацу“.

## Известни личности
Родени в Лонгвю
- Сандра Канфийлд (1944 – 2003), писателка
- Миранда Ламбърт (р. 1983), певица
- Форест Уитакър (р. 1961), актьор